# Planalto da Serra
Planalto da Serra är en kommun i Brasilien.   Den ligger i delstaten Mato Grosso, i den centrala delen av landet, 700 km väster om huvudstaden Brasília. Antalet invånare är 2 726.
Omgivningarna runt Planalto da Serra är huvudsakligen savann. Trakten runt Planalto da Serra är nära nog obefolkad, med mindre än två invånare per kvadratkilometer.